# Sinclair-Scott Company
Sinclair-Scott Company war ein US-amerikanisches Unternehmen des Maschinenbaus sowie Hersteller von Automobilen.

## Unternehmensgeschichte
Das Unternehmen wurde um 1837 gegründet. Es war im Bereich Maschinenbau tätig. Ab 1905 lieferte es Teile an die Ariel Motor Company für deren Automobilproduktion. Zu dieser Zeit war der Sitz in Baltimore in Maryland. Nach Ariels Aufgabe fertigte das Unternehmen ab 1907 selber Automobile. Der Markenname lautete Maryland. 1910 endete die Fahrzeugproduktion. Insgesamt entstanden 871 Fahrzeuge.
Es ist nicht bekannt, wann das Unternehmen aufgelöst wurde.
Es bestand keine Verbindung zur Maryland Automobile Company, die ein paar Jahre vorher den gleichen Markennamen verwendete.

## Fahrzeuge
Alle Fahrzeuge hatten einen Vierzylindermotor mit OHC-Ventilsteuerung von der Trebert Gas Engine Company.
1907 wurde das Modell 26/28 HP genannt. Das Fahrgestell hatte 254 cm Radstand. Zur Wahl standen Tourenwagen mit fünf Sitzen und ein Roadster.
1908 gab es den 36 HP. Der Motor leistete 36 PS. Der Roadster hatte 269 cm Radstand. Beim Tourenwagen und bei der Limousine maß der Radstand 284 cm.
1909 stand der 30 HP im Sortiment. Die Motorleistung betrug 30 PS und der Radstand 290 cm. Überliefert sind Tourenwagen mit fünf Sitzen, Roadster mit vier Sitzen und Town Car mit vier Sitzen.
1910 folgte das Model H. Der Motor leistete 28 PS. Der Radstand war auf 295 cm verlängert worden. Der Tourenwagen bot Platz für fünf Personen und der Toy Tonneau für vier Personen.

## Modellübersicht
| Jahr | Modell   | Zylinder | Leistung (PS) | Radstand (cm) | Aufbau                                                     |
| ---- | -------- | -------- | ------------- | ------------- | ---------------------------------------------------------- |
| 1907 | 26/28 HP | 4        | 26/28         | 254           | Tourenwagen 5-sitzig, Roadster                             |
| 1908 | 36 HP    | 4        | 36            | 269           | Roadster                                                   |
| 1908 | 36 HP    | 4        | 36            | 284           | Tourenwagen, Limousine                                     |
| 1909 | 30 HP    | 4        | 30            | 290           | Tourenwagen 5-sitzig, Roadster 4-sitzig, Town Car 4-sitzig |
| 1910 | Model H  | 4        | 28            | 295           | Tourenwagen 5-sitzig, Toy Tonneau 4-sitzig                 |